# جزيرة بغداد السياحية
جزيرة بغداد السياحية هي جزيرة سياحية عند طرف مدينة بغداد الشمالي في نهر دجلة، وتضم برجاً، ومدينة للألعاب، ومطاعم، وداراً للعرض السينمائي والمسرحي، وساحات، وحدائق جميلة.كان اسم الجزيرة الجغرافي جزيرة السريدات، تقع جزيرة بغداد السياحية وسط نهر دجلة على بعد 20 كم شمالي بغداد في مقاطعة 16 سبع أبكار في ناحية الفحامة الواقعة في منتصف البساتين والأشجار الكثيرة والوفيرة، ابتدأت دراسة إنشاء المركز الترفيهي عام 1979، وشيدت المتنزهات في هذه الجزيرة كأحد المشاريع السياحية في عام 1983م من قبل شركة YII الفنلندية.

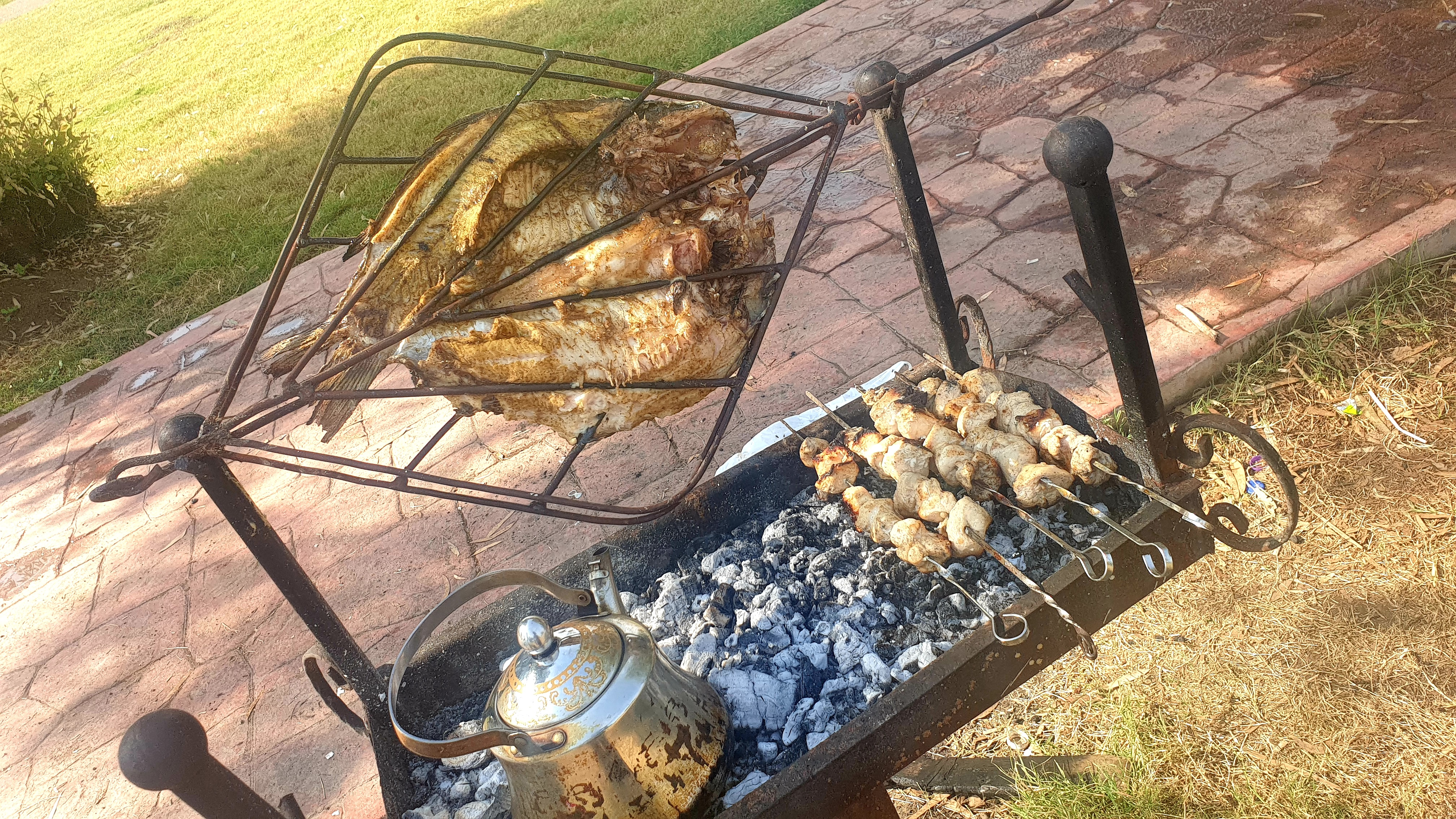
الشواء، أحد الأمور التي تَقوم بها الاُسرة العِراقية اثناء زيارة جزيرة بغداد السياحية.

تتميز جزيرة بغداد السياحية بإنشائها على مساحة كبيرة من الأرض والتي تقدر بحوالي 500 دونم، أي أن مساحتها الكلية تبلغ حوالي 1250000 متر مربع، ويذهب جزء من هذه المساحة للبحيرة الموجودة فيها والتي تتميز بجمالها وروعتها، حيث تقدر مساحتها بحوالي 20000 كيلومتر مربع، بالإضافة إلى أن الغالبية العظمى من مساحتها صالحة للزراعة، وذلك لأن تربتها من أنواع التربة الرسوبية المعمرة والمغطاة بغطاء نباتي وأشجار كثيرة أما الطاقة الاستيعابية للجزيرة فهي 20,000 زائر يومياً بكثافة تقدر 63 م2 للزائر.
وفي عام 2016 أحيلت أرض الجزيرة إلى الاستثمار لشركة عراقية محلية ولمدة 38 سنة حيث تضمنت خطة التطوير إنشاء مدينة مائية ونافورات وايضاً بحيرات وحدائق جديدة، وكان اسمها الترفيهي السابق المخيم السياحي وكازينو شهريار.

## الشكل
مساحة الجزيرة 13 دونماً وهي بيضوية الشكل تبلغ تقريباً 2000 متر طولاً و 110 متراً عرضاً- وهي مجاورة لبحيرة ترفيهية صناعية - وتتصل بالمنطقة الدولية من جانب الكرخ قرب طريق مرتفع موجود على نهايتها الشرقية. يربط طريق رئيسي بين الجزيرة وجانبي النهر على نهايتها الغربية، ويوجد على الجانب الشمالي من الجزيرة سد صغير وبحيرة ترفيهية.

## التنفيذ
انشأت جزيرة بغداد السياحية كمشروع سياحي من قبل شركة فلندية الجنسية تدعى شركة (YII) الفلندية لصالح امانة بغداد بكلفة مقدارها 100 مائة مليون دولار أمريكي وبفترة عمل تقارب السنتان والنصف حيث بدأ العمل في 15 أيار 1980 وافتتحت في 7 نيسان 1983.

## برج الجزيرة

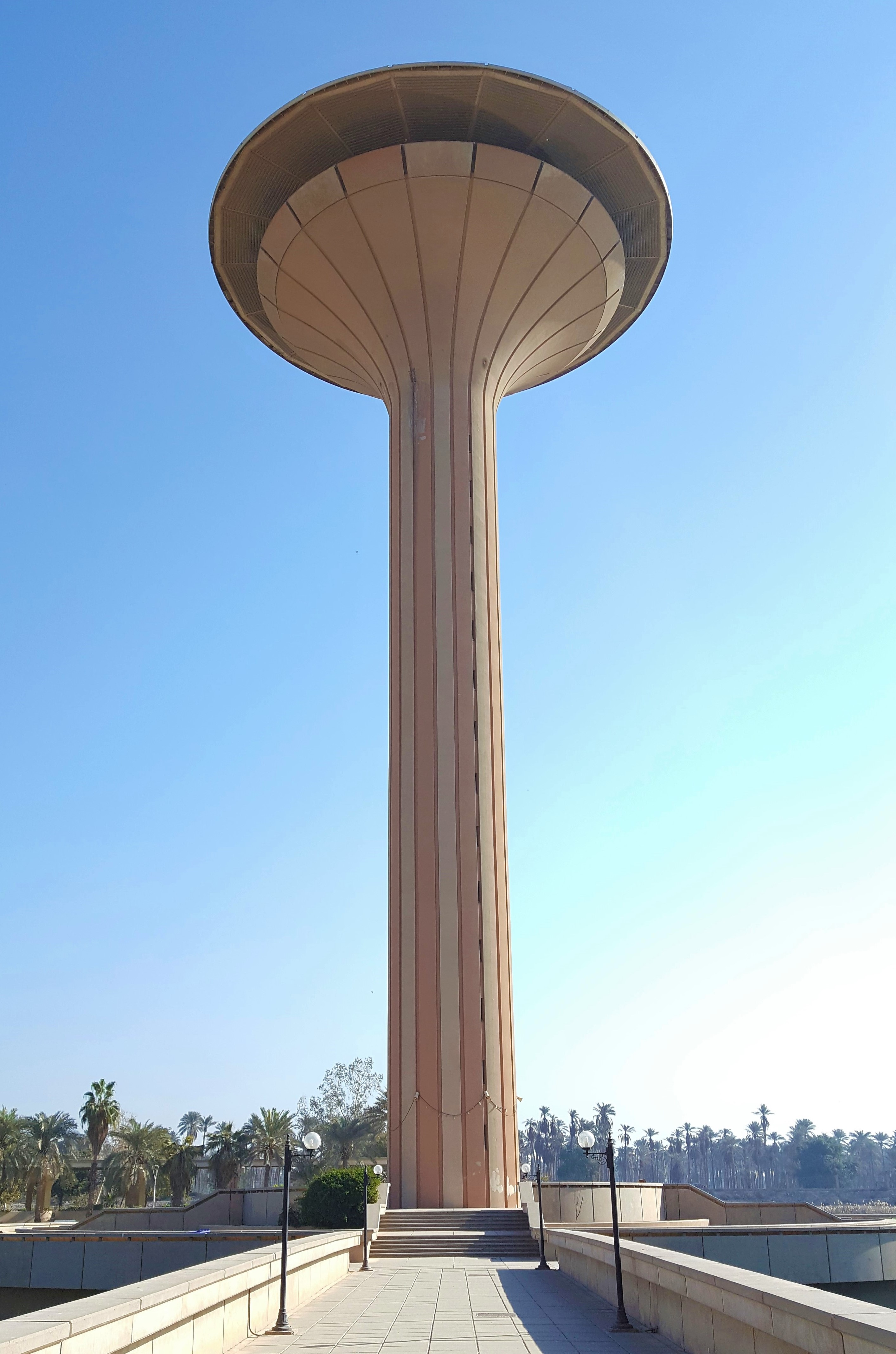

برج الجزيرة يقع في وسط الجزيرة فوق بحيرة صناعية صغيرة، وهي ضمن البحيرة الكبيرة للجزيرة، ولهُ أربعة منافذ تتوزع على الجهات الأربعة الرئيسية يبلغ ارتفاعهُ 63 متراً، وهو ذو نهاية مفتوحة على ماحوله من فضاء ويمكن لزواره الصعود إليه بواسطة مصعد كهربائي يتسع لثمانية أشخاص ويوجد في أعلاه محل صغير لبيع الحلويات البسيطة والمرطبات.

## المطاعم
تحتوي جزيرة بغداد على العديد من المطاعم ذات الأصناف مختلفة أهمها:
- مطعم جزيرة بغداد، ويتسع هذا المطعم لحوالي 165 شخصاً، ويتميز بأنه يقدم خدمات أربعة نجوم لزائريه.
- مطعم الأسماك، يتميز بأتساعه لحوالي 106 أشخاص، وهو من المطاعم ذات الأربع نجوم.
- المطعم النهري، وهو من المطاعم التي تتسع لحوالي 110 شخص، بالإضافة إلى أنه من المطاعم ذات الأربع نجوم.
- مطعم زرياب، يتسع هذا المطعم لحوالي 250 شخصاً، بالإضافة إلى أنه من المطاعم التي تقدم خدمات ذات أربعة نجوم.
- مطعم العائلة، يتسع لحوالي 230 شخصاً، وهو من المطاعم ذات الثلاثة نجوم.
- دسكو الجزيرة، الملحق بمطعم الجزيرة يتسع لحوالي 140 شخص.
- كافتيريا البولنك، تقدم هذه الكافتيريا خدمات ثلاثة نجوم لزائريها.